# Columba melitensis
Columba melitensis ist eine fossile Taubenart, die bis zum Jungpleistozän auf Malta vorkam. Der Holotypus, der aus einem linken Coracoid besteht, stammt von einem unbekannten Ort auf Malta und wurde 1891 von Richard Lydekker beschrieben. Das Coracoid weist Ähnlichkeiten mit dem der Felsentaube (Columbia livia) auf, es unterscheidet sich jedoch durch einen kleineren und schmaleren Gelenkkopf sowie durch den dünneren proximalen Teil des Knochenschafts. Der Vorderrand der Schulterpfanne bildet eine längere und schärfere Kante, die durch eine tiefere Furche abgetrennt wird. Der Schlüsselbeinfortsatz (Processus subclavicularis) ist nicht durchbohrt.
Das fossile Material wird im Natural History Museum in London aufbewahrt.